# Rakowo (powiat szczecinecki)
Rakowo (niem. Rackow) – wieś w Polsce położona w województwie zachodniopomorskim, w powiecie szczecineckim, w gminie Borne Sulinowo, nad Jeziorem Komorze i Rakowo, 2 km na południe od drogi krajowej nr 20 ze Stargardu do Gdyni.
Osada o bardzo starym rodowodzie, którego świadectwem są dwa grodziska, jedno znajduje się przy południowym brzegu jeziora, drugie przy zachodnim krańcu jeziora. Wieś królewska starostwa drahimskiego, pod koniec XVI wieku leżała w powiecie wałeckim województwa poznańskiego.
Na zachodnim brzegu jeziora Rakowo znajdują się zabudowania osady Rakowski Młyn, a na zachodnim brzegu jeziora Komorze - widokowa plaża.